# Comté de Hyde (Caroline du Nord)
Pour les articles homonymes, voir Comté de Hyde et Hyde.
Le comté de Hyde est un comté situé dans l'État de Caroline du Nord aux États-Unis. En 2010, sa population est de 5 810 habitants, ce qui en fait le deuxième comté le moins peuplé de Caroline du Nord. Son siège est Swan Quarter. Le comté a été créé en 1705 comme le Wickham Precinct. Il a été renommé en Hyde Precinct en 1712 et a gagné le statut de comté en 1739.

## Histoire
Le comté a été formé le 3 décembre 1705, sous le nom de Wickham Precinct, l'une des trois circonscriptions du comté de Bath. Le nom "Wickham" était dérivé du manoir de "West Wycombe" dans le Buckinghamshire au Royaume-Uni, la maison familiale de John Archdale (en), gouverneur des Caroline de 1695 à 1696. En 1712, il a été renommé en Hyde Precinct, pour Edward Hyde, Gouverneur de la Caroline du Nord de 1711 à 1712. En 1739, le comté de Bath a été supprimé, et Hyde Precinct est devenu le comté d'Hyde.
Différents ajustements de ses frontières ont suivi. En 1745, le lac Mattamuskeet et son territoire adjacent ont été transférés du comté de Currituck au comté de Hyde. En 1819, la partie du comté de Hyde à l'ouest de la rivière Pungo fut annexée au comté de Beaufort. En 1823, la partie du comté de Currituck au sud de New Inlet fut annexée au comté de Hyde. Cette région comprenait l'actuelle île Hatteras. En 1845, Ocracoke fut transférée du comté de Carteret au comté de Hyde. En 1870, le comté de Hyde a été réduit à ses dimensions actuelles, alors que sa partie nord-est était combinée avec des parties du comté de Currituck et du comté de Tyrrell pour former le comté de Dare. Depuis sa création, les limites du comté de Hyde ont changé plus que celles de tout autre comté de Caroline du Nord.

## Communautés

### Census-designated places
- Engelhard
- Fairfield
- Ocracoke
- Swan Quarter

### Zones non incorporées
- Gulrock (en)
- Last Chance (en)
- Nebraska (en)
- Scranton (en)

### Townships
- Currituck
- Fairfield
- Lake Landing
- Ocracoke
- Swan Quarter

## Démographie
| 1790  | 1800  | 1810  | 1820  | 1830  | 1840  |
| ----- | ----- | ----- | ----- | ----- | ----- |
| 4 204 | 4 829 | 6 029 | 4 967 | 6 184 | 6 458 |

| 1850  | 1860  | 1870  | 1880  | 1890  | 1900  |
| ----- | ----- | ----- | ----- | ----- | ----- |
| 7 636 | 7 732 | 6 445 | 7 765 | 8 903 | 9 278 |

| 1910  | 1920  | 1930  | 1940  | 1950  | 1960  |
| ----- | ----- | ----- | ----- | ----- | ----- |
| 8 840 | 8 386 | 8 550 | 7 860 | 6 479 | 5 765 |

| 1970  | 1980  | 1990  | 2000  | 2010  | - |
| ----- | ----- | ----- | ----- | ----- | - |
| 5 571 | 5 873 | 5 411 | 5 826 | 5 810 | - |

## Source
- (en) Cet article est partiellement ou en totalité issu de l’article de Wikipédia en anglais intitulé « Hyde County, North Carolina » (voir la liste des auteurs).